# لويس كاتز
لويس كاتز (بالإنجليزية: Lewis Katz)‏ هو ناشر ومحامي أمريكي، ولد في 11 يناير 1942 في كامدن في الولايات المتحدة، وتوفي في 31 مايو 2014 في بيدفورد ‏ في الولايات المتحدة.